# Henryk Piłat
Henryk Piłat (ur. 19 września 1951 w Stargardzie Szczecińskim, zm. 2 sierpnia 2017) – polski samorządowiec, wieloletni burmistrz Gryfina.

## Życiorys
Ukończył Politechnikę Szczecińską uzyskując stopnień inżyniera budownictwa.

### Kariera polityczna
Od 1990 do 1998 pełnił urząd wiceburmistrza Gryfina. W wyborach samorządowych w 2002 roku ubiegał się o urząd burmistrza Gryfina. W pierwszej turze uzyskał 3174 głosów (29,49%), wchodząc tym samym do drugiej tury, w której uzyskał 4050 głosów (52,37%). Ślubowanie złożył podczas I sesji rady miasta – 3 grudnia tego samego roku. Urząd pełnił nieprzerwanie przez trzy kadencje, do 2014 roku. Był między innymi inicjatorem utworzenia Parku Regionalnego Gryfino. W okresie jego urzędowania w Gryfinie zrealizowano również projekt rewitalizacji nabrzeża na wschodnim brzegu Odry oraz stworzono koncepcję odtworzenia tkanki miejskiej w dzielnicy portowej, zmodernizowano wały przeciwpowodziowe i doprowadzono do powstania tzw. ścianki szczelnej.
W wyborach samorządowych w 2014 roku bezskutecznie ubiegał się o reelekcję z ramienia Komitetu Wyborczego Wyborców Bezpartyjny Blok Samorządowy. W I turze uzyskał 1631 głosów (13,54%), tym samym nie kwalifikując się do drugiej tury.
Zmarł 2 sierpnia 2017 po długiej chorobie. Msza odbyła się dwa dni później w Kościele pw. Narodzenia Najświętszej Marii Panny, a pogrzeb tego samego dnia na cmentarzu komunalnym w Gryfinie.

## Odznaczenia i wyróżnienia
- Złota Odznaka Honorowa Gryfa Zachodniopomorskiego (2010)[9]